# 沙治奧·佩雷斯
沙治奧·米歇爾·佩雷斯·文杜沙（西班牙語：Sergio Michel Pérez Mendoza，1990年1月26日—），墨西哥賽車手。
在参与一级方程式之前，佩雷斯曾在2010年胜出英国三级方程式锦标赛以及在GP2赛事获得亚军。2011赛季起，佩雷斯成为一級方程式车手，先后效力于沙巴車隊、迈凯伦车队、印度力量车队及其继任者賽點车队和红牛车队。
2020年萨基尔大奖赛上，佩雷斯代表赛点车队夺得自己F1职业生涯中首个分站冠军，因此成为F1历史上从首秀到获得首个分站冠军时间最长的分站冠军车手（在参加的第190场分站赛赢得首胜）。而他F1生涯的首个杆位则在一年多之后的2022年沙特阿拉伯大奖赛上获得，在成为首位在F1夺得杆位的墨西哥车手的同时，也成为F1历史上从首秀到夺得首个杆位时间最长的车手（在生涯第219场分站赛夺得首个杆位）。

## 家庭及个人生活
塞尔希奥·佩雷斯出生在墨西哥的瓜达拉哈拉市，暱稱Checo，他是家中最小的孩子，排行第三。他的哥哥安東尼奧·佩雷斯亦是一名房车赛車手，曾参加过纳斯卡墨西哥系列赛。
佩雷斯兄弟二人除了赛车之外，也同样是足球迷，甚至曾有过放弃赛车生涯而从事职业球员的想法，而兄弟二人还是墨西哥球星哈维尔·埃尔南德斯的朋友。
他与妻子卡罗拉·马丁内斯（Carola Martínez）拥有三个孩子，同时他还是一名罗马天主教教徒。

## 赛车生涯

### 卡丁车
佩雷斯在他6岁时（1996年）开始参加卡丁车比赛，第一年参赛就在青少年组比赛中获得四场胜利，并最终夺得组别年度亚军。1997年，他晋级到青年组比赛，作为组别中最年轻的车手取得一场胜利，五次登上领奖台和积分榜第四名的成绩。
次年，他回归初级组比赛，并取得8场胜利，也在赛季结束后成为该组别最年轻的车手总冠军。同时，他还参加了几场125cc和卡丁车大师赛的比赛，并在后者之中取得一场胜利。
1999年，佩雷兹开始参加80cc组别卡丁车锦标赛，并参加了三场125cc组别卡丁车比赛；然而，他对这一年的成绩不满意，并转战区域性的125cc组别比赛，再次成为组别中最年轻的车手。他在这些比赛上的表现吸引到了墨西哥电信的注意，并由此开始获得其资助（至今，墨西哥电信也依然是佩雷兹的个人赞助商）。
2002年，佩雷兹获得6场胜利，并在国内125cc组别锦标赛上取得亚军。而在拉斯维加斯举行的世界80cc组别比赛之中，他由第5名起步，最终获得第11名。
2003年，佩雷兹在国内的125cc锦标赛和杯赛上均领跑积分榜，却没有参加最后7轮的比赛，最终在墨西哥电信挑战赛上排名第3，而在墨西哥国内的杯赛上取得年终亚军。同年，他受邀参加Easy Kart 125 Shootout比赛，并在该场世界级比赛上取得杆位和冠军，成为组别最年轻的冠军。

### 斯奇普·巴伯锦标赛
2004年，佩雷兹接受墨西哥电信的赞助，参加美国斯奇普·巴伯锦标赛，并最终取得第11位。

### 寶馬方程式
2005年，佩雷兹开始参加德国宝马方程式系列赛，并在车队经理的饭店中居住四个月。该年度他在德国宝马方程式比赛上排名第14位，而在2006年的比赛上排名第6位。

### A1大獎賽
佩雷斯在2006-07赛季A1GP汽车大奖赛第10站中国站的比赛上，代表墨西哥队出赛，成为该锦标赛上第三年輕的車手。

### 三級方程式
2007年，佩雷斯转战英国三级方程式锦标赛，并因此将住处搬到英国牛津。他在国内组别的比赛上代表T-Sport车队出赛，最终取得年度冠军，赢得了三分之二的分站，并在大多数比赛上取得杆位，全赛季只有两场比赛没有登上领奖台。
2008年，佩雷斯与T-Sport车队继续合作，参加英国三级方程式国际组的比赛，并在赛季初段领跑积分榜。最终，他排名年度第4位。

### GP2

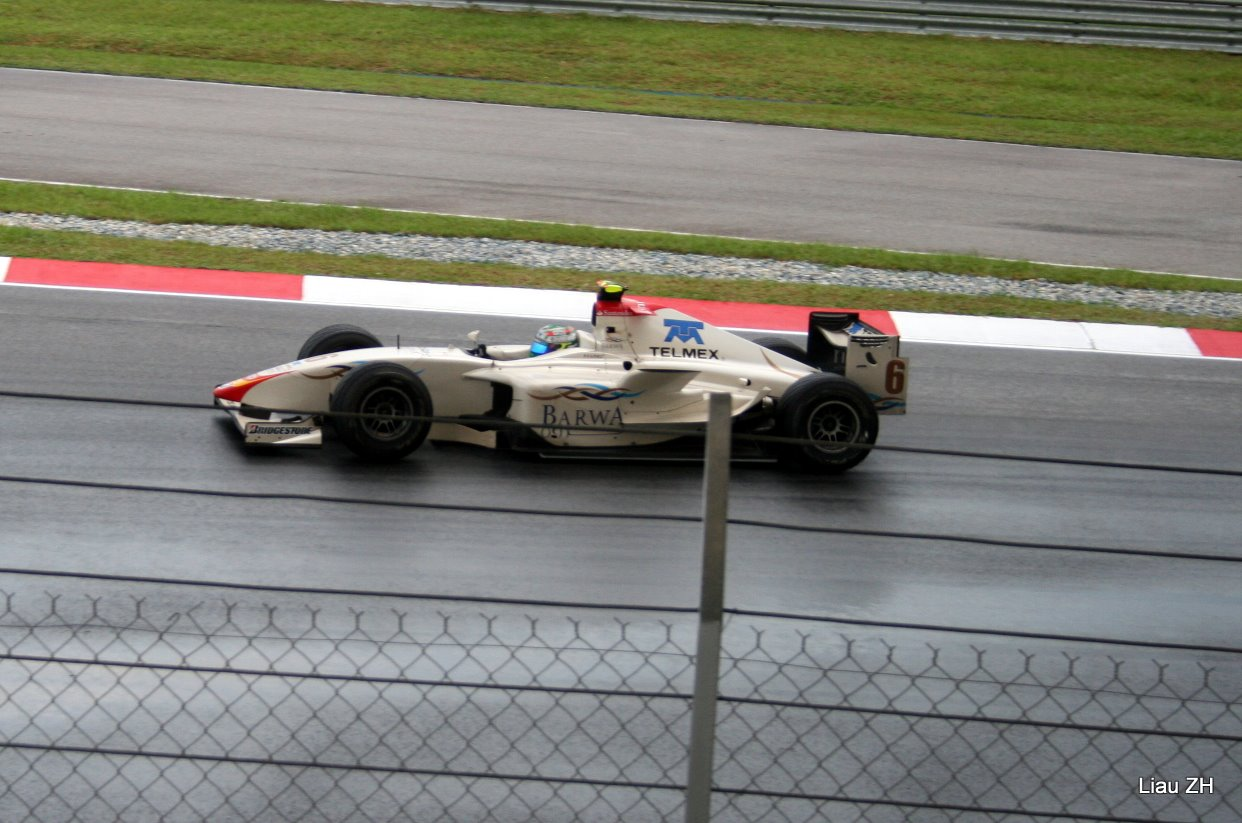
为坎波斯车队在2008-09赛季GP2亚洲系列赛上出战的佩雷兹

2009年，佩雷斯加盟坎波斯車隊，與維塔利·柏杜夫搭档出赛2008-09赛季GP2亚洲系列赛的比赛，成为1990年在國際F3000賽車出赛的乔瓦尼·阿洛伊之后第一位参加次级方程式的墨西哥车手。他在巴林站冲刺赛上从杆位起步并获胜，赢得自己的首场GP2亚洲系列赛胜利，随后又在卡塔尔站的夜间冲刺赛上，在罗塞尔国际赛道再取胜一场。
2009年，佩雷兹轉投Arden國際車隊，搭档同样由三级方程式晋升而来，后被誉为“澳门先生”的爱德华多·莫塔拉参加2009赛季GP2系列赛，并在总成绩上排名第12位，其中在西班牙瓦伦西亚站取得第二位的赛季最佳成绩。
2010年，佩雷兹转投Barwa Addax车队，并代表该车队参加2009-10赛季GP2亚洲系列赛前两场比赛，以及2010赛季GP2系列赛，最终获胜5场比赛，积分榜上輸給帕斯托·马尔多纳多，屈居亚军。

### 一級方程式

#### 索伯车队（2011-2012）
2010年10月4日，沙巴車隊宣佈佩雷斯将取代尼克·夏菲特，搭档小林可夢偉为车队在2011赛季出赛，同时索伯车队也宣布与佩雷斯的长期赞助商墨西哥电信进行战略合作 。他是第五位在F1赛事上参赛的墨西哥车手，也标志着1981年后再一次有墨西哥车手在一级方程式出赛。
由于索伯车队与法拉利车队的合作关系，佩雷斯也同时成为法拉利车手学院成员。
2012赛季，佩雷斯继续搭档小林可夢偉为索伯车队出赛。

##### 2011赛季

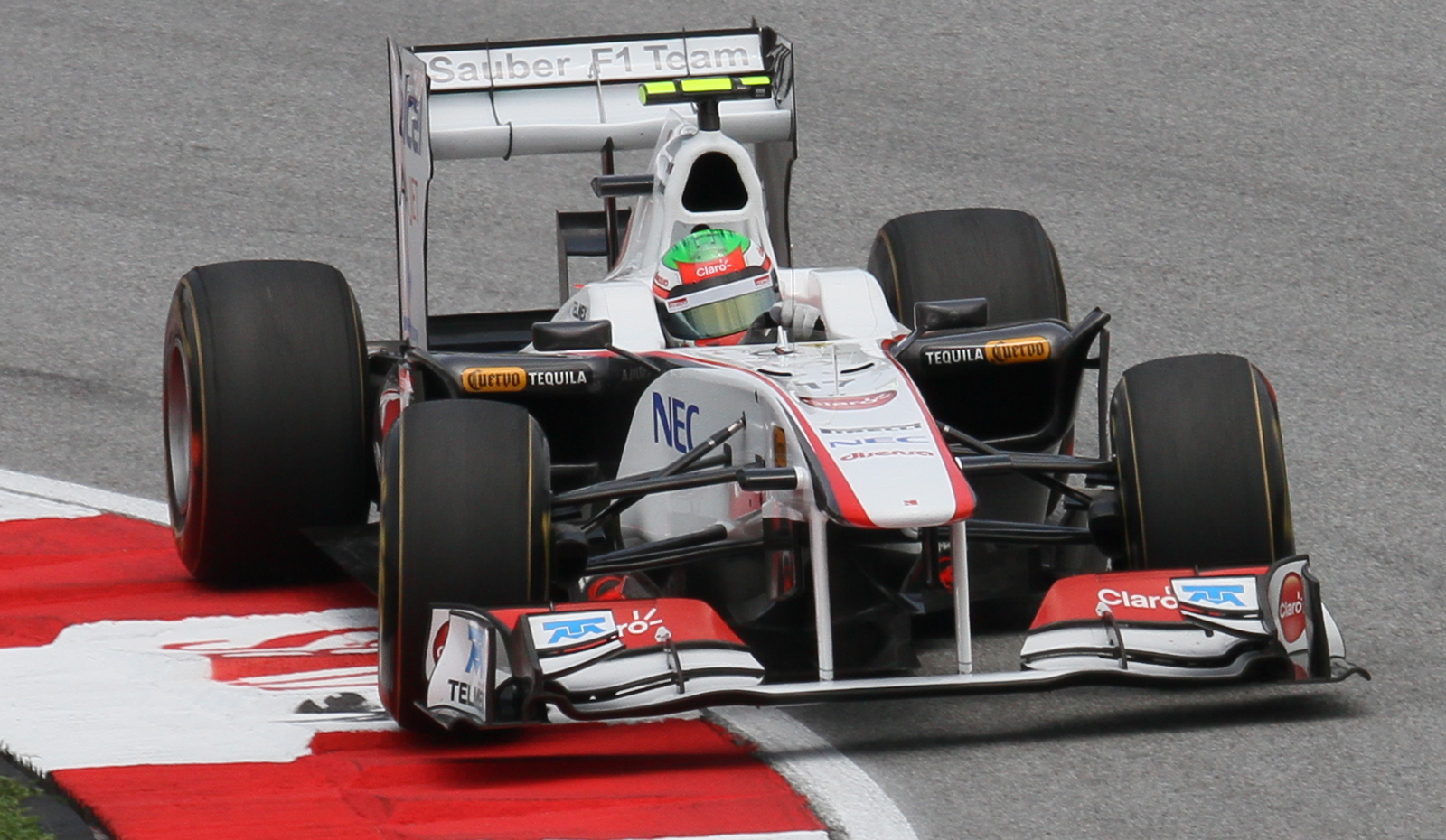
2011年马来西亚站上為沙巴車隊出戰的佩雷斯

该赛季揭幕战澳洲站比賽上，佩雷兹以第七名冲线，同时全场只进行了一次停站，成为全场唯一一名一停的车手，但赛后两台索伯赛车均因為車輛违反技术规定而被取消成绩。马来西亚站上，由于塞巴斯蒂安·布埃米赛车飞出的车体碎片导致赛车电子系统受损，佩雷兹未能完赛。其後的中國站以及土耳其站佩雷斯均完賽，但只以第十四及十七名冲线，未能取得积分。之後在西班牙站，他以第9名完赛，在F1生涯之中第一次取得分數。
而在摩納哥站的第三节排位賽上，佩雷兹的赛车在隧道出口發生失控，赛车严重受损后侧面撞上护墙，排位赛随即暂停。在被送往赛会医疗中心的途中，佩雷兹意识清晰，随后被诊断为大腿扭伤和脑震荡，出于安全原因未能在正赛出赛 。下一站加拿大站上，佩雷兹曾在第一节自由练习赛復出，却再次遭遇身体不适，最终没有继续出赛，由佩德罗·德·拉·罗萨代替他完成加拿大站的余下比赛。
欧洲大奖赛上，佩雷兹复出并最终以第11位完赛，在比赛中再度上演一停策略。接下来的英国站上，他以第7名完赛，取得了赛季最佳成绩。而在德国站和匈牙利上，他先后以第11名和第15名完赛。比利时站和意大利站上，他先后因悬挂故障和变速箱故障退赛。新加坡站和日本站上，他又先后取得第10名和第8名，连续两场比赛取得积分。在韩国站的第16名完赛和印度站的第10名完赛后，他在赛季收官战阿布扎比站上以第11名完赛，结束了第一个赛季的F1赛事。
最终，佩雷兹以14分在车手积分榜上排名第16位。由于他的表现，同年7月28日索伯车队即宣布，他与小林可梦伟将继续搭档出赛2012赛季的比赛。而同年9月13日，他和法拉利车手学院的另一位成员儒勒·比安奇一同测试了法拉利车队2009年的赛车F60。

##### 2012赛季

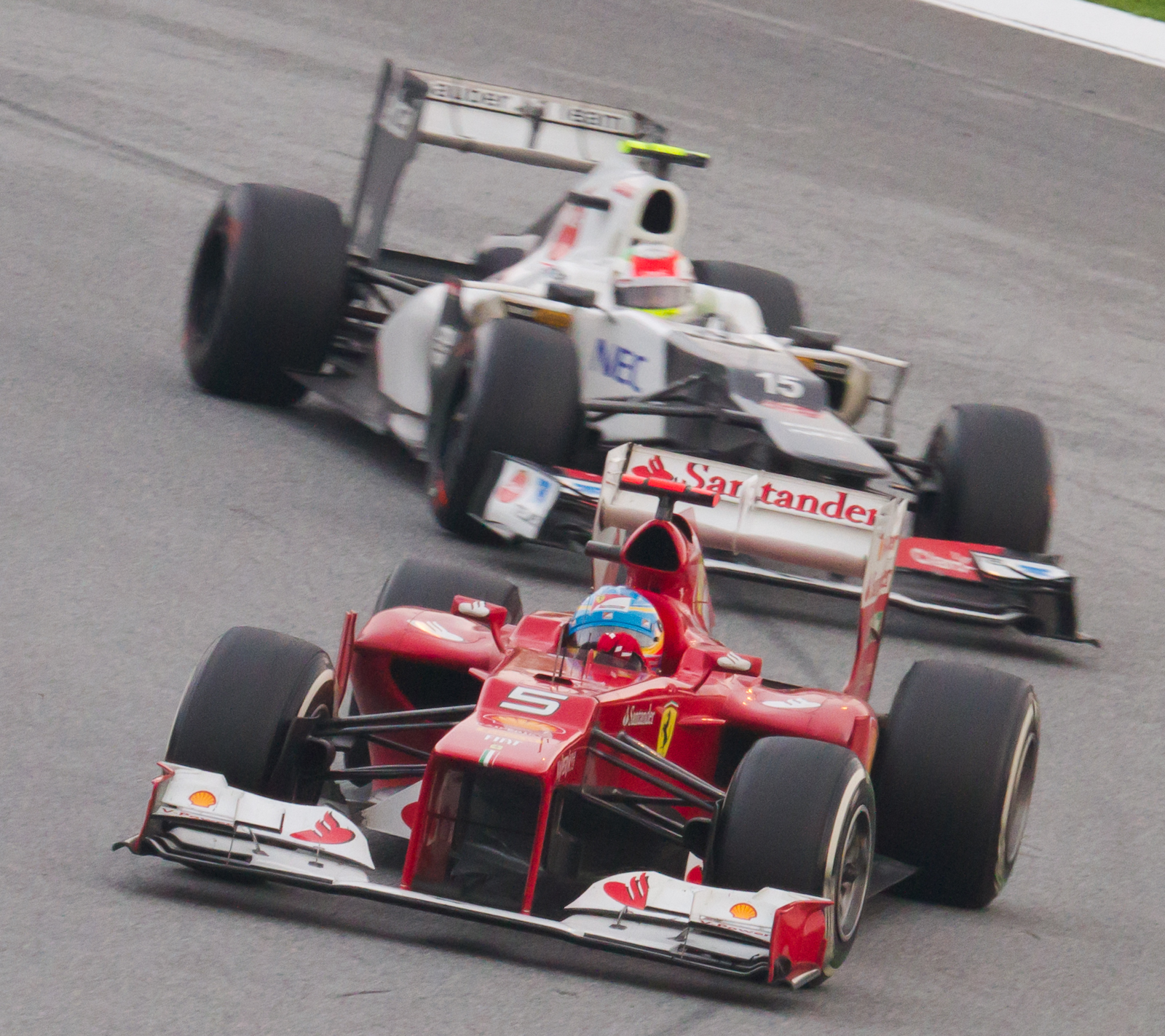
2012年马来西亚站，佩雷斯追近領先的阿隆索。

在赛季揭幕战澳大利亚站上，佩雷斯尽管在最后一圈受到轮胎过度磨损的困扰而被多位车手超越，最终仍以第8名完赛 ；而在下一场馬來西亞站上，佩雷斯在戰局混亂的天雨下作賽，一度追近領先的2屆世界冠軍阿隆索只有0.3秒，可惜最後五圈出現失誤，在赛道上走大，最終以2.2秒的差距屈居亞軍，這是他F1生涯首度登上頒獎台，也是索伯车队在2010年重回独立车队身份后的首个领奖台。
尽管最终因自身失误没能赢得比赛，佩雷斯的表现依然在赛后受到多方赞扬， 甚至引发了未来他是否会转会法拉利车队的猜测，而他在采访中表示自己希望至少为索伯效力至2012赛季结束。
中国站排位赛上，佩雷斯取得职业生涯最高的起步位次第8名，却因车队策略失误和赛车油门故障只以第11名完赛；接下来的三场比赛中，他均以退赛收场，其中在摩纳哥站取得了全场最快单圈。加拿大站上，佩雷斯从第15位起步，最终获得季军，赛季第二次登上领奖台。

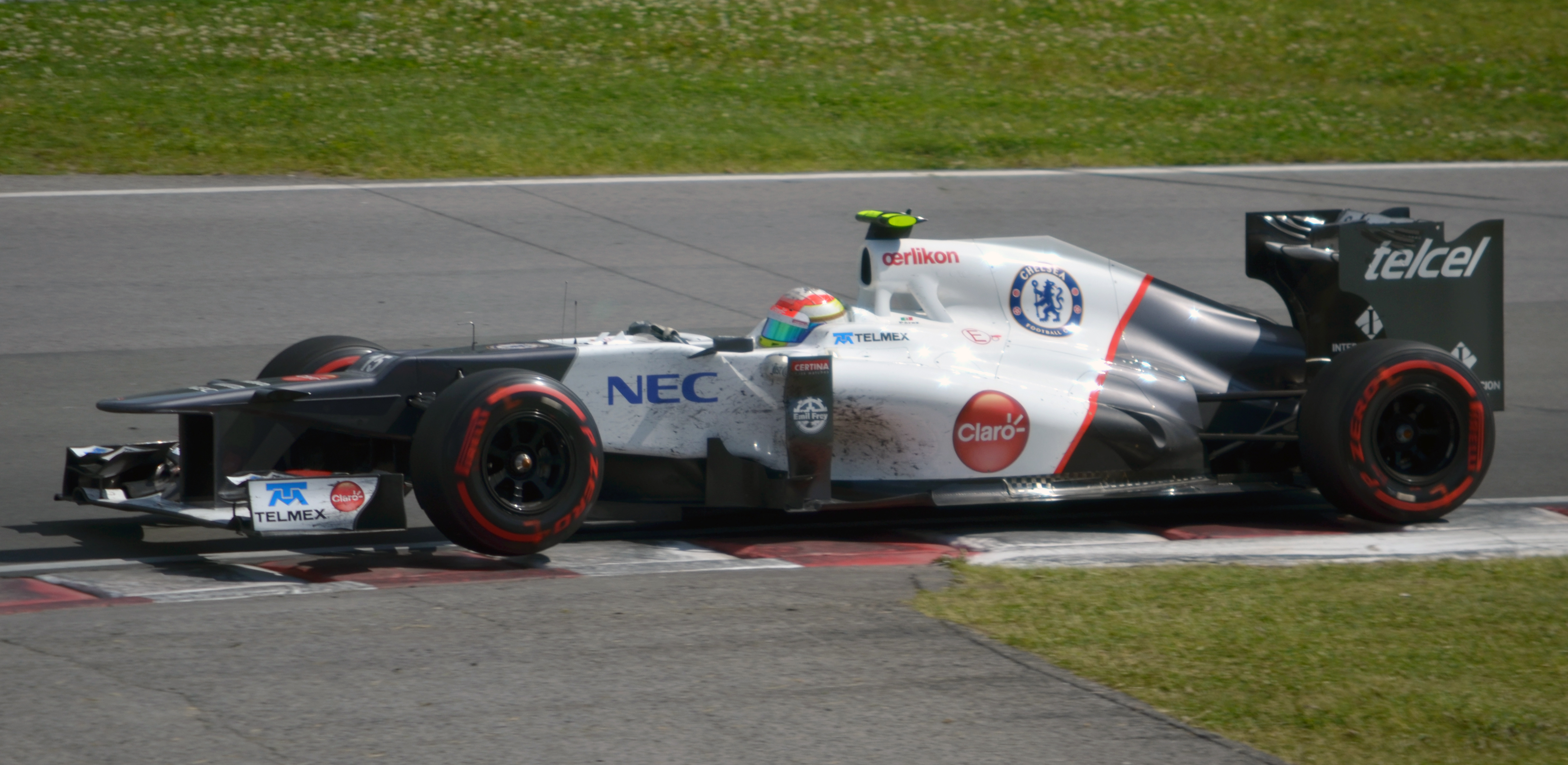
2012年加拿大站上的佩雷斯，当场比赛他取得亚军，赛季第二次登上领奖台

欧洲站排位赛上，佩雷斯只排在第15位，而队友小林可梦伟则将从第7位起步；赛后他表示赛车出现操作失衡的问题，导致驾驶上有“不可预测”的感觉。正赛上他以第9名完赛，并认为排位赛的起步位次过低是车队的问题。英国站上，他与帕斯托·马尔多纳多发生碰撞，并因悬挂受损退赛。赛后他指责马尔多纳多，称“所有人都对他不满，他不知道我们都在冒险比赛，对我们毫无尊重”。最终，马尔多纳多被处以10,000欧元的罚款。处罚结果决定后，佩雷斯在采访中继续补充，“看看过去几场比赛吧。他（在瓦伦西亚）毁了汉密尔顿的比赛，并且用愚蠢的方式毁了我在摩纳哥的比赛。我不明白为什么赛事干事不对他（马尔多纳多）进行更为严厉的处罚，他们根本就没有做出任何可以对马尔多纳多产生教训的决定。”
德国站上，佩雷斯从第17位起步，最终以第6名完赛；比利时站排位赛上，他杀进第三节排位赛，最终取得第5位，又因马尔多纳多受罚而在第4位发车，取得职业生涯最佳的发车位次。第二天的正赛上，他却在第一圈的第一个弯卷入罗曼·格罗斯让引发的重大事故，被迫退赛：在这次事故中，格罗斯让的赛车与刘易斯·汉密尔顿的迈凯伦赛车发生碰撞，引发的多米诺效应总共影响到了五名车手的比赛。
意大利站上，佩雷斯取得赛季第三个领奖台：排位赛只排在第12位的他在正赛选择使用硬胎起步，并在第29圈更换中性胎。他对轮胎的出色管理使他在赛道上不断完成超越，甚至一度在比赛中领跑5圈，最终他取得亚军。之后的7场比赛中，他只在新加坡站以第10名完赛，取得1个积分，之后的6场比赛中退赛3次，另外三场比赛则未能再度取得积分。
最终，在2012赛季中，他三次登上领奖台，以66分在车手积分榜上排名第10位。

#### 迈凯伦车队（2013）
2012年9月28日，在刘易斯·汉密尔顿宣布离开迈凯伦车队，转投梅赛德斯车队之后，迈凯伦车队随即宣布佩雷斯将于2013年加盟车队，与简森·巴顿搭档，填补汉密尔顿离队后的空缺.，他也同时取代迈凯伦车队推出的拟人化动画片“Tooned”之中汉密尔顿的形象。由于这次签约，佩雷斯结束了自己同法拉利的合作关系，也同时离开了法拉利车手学院。而由此开始的8个赛季之中，佩雷斯也一直驾驶使用梅赛德斯引擎的赛车参赛。

##### 2013赛季

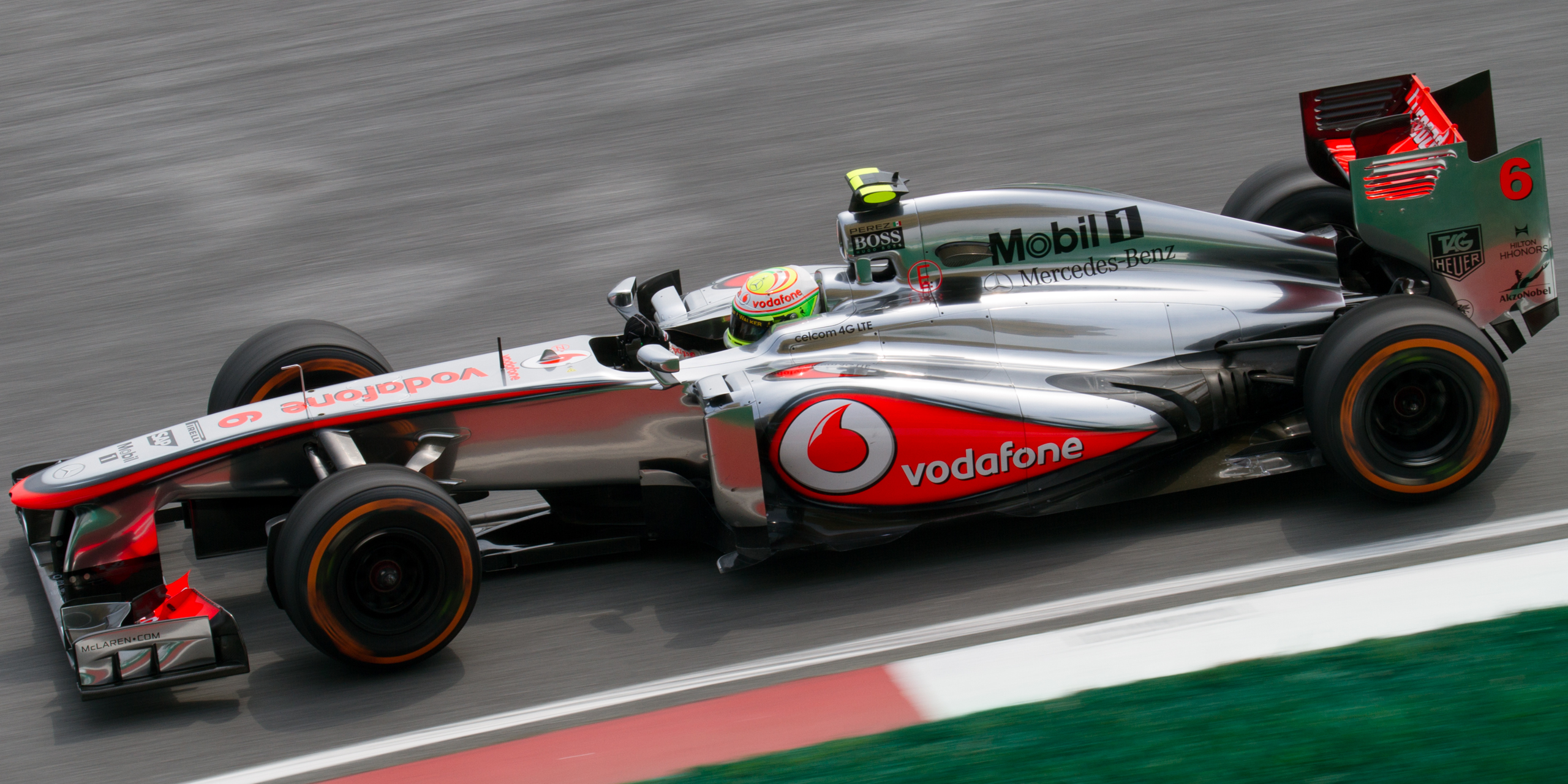
2013年马来西亚大奖赛上的佩雷斯

该赛季揭幕战澳大利亚站上，佩雷斯由第15名发车，最终以第11位冲线，完成了其代表迈凯伦车队的处子秀，赛后他称自己和车队都认为比赛周末“非常挣扎”。下一站马来西亚站上，他由第9名起步，最终以相同位次完赛，取得了代表迈凯伦车队的首个积分，同时也取得了该场比赛的最快单圈。
巴林站上，佩雷斯由第12名起步，最终排在队友巴顿及法拉利车队的阿隆索之前，以第6名完赛。但在比赛中，佩雷斯与巴顿多次发生激烈的攻防比拼，并发生擦碰。此次比拼也为迈凯伦车队的队内竞争埋下伏笔。而巴顿也在巴林站后的采访中认为佩雷斯的动作“是在自己职业生涯所有的竞争中从未有过的肮脏”，并称“在更加严重的事故发生前，他（佩雷斯）必须冷静下来”。
摩纳哥站上，佩雷斯与基米·莱科宁发生碰撞，导致两人双双退赛，而莱科宁也在赛后采访中称佩雷斯应该被“打脸”。印度站上，佩雷斯取得赛季最佳的第4名，距离登上领奖台只差4秒，赛后佩雷斯也对自己的表现“十分满意”。
该赛季佩雷斯未能登上领奖台，以49分排名车手积分榜第11位。2013年11月13日，佩雷斯确认自己将于赛季结束后离开迈凯伦车队，而迈凯伦车队稍后也宣布凯文·马格努森将在下赛季加盟。

#### 印度力量车队（2014-2018）/赛点印度力量车队（2018）
2013年12月13日，在佩雷斯宣布离开迈凯伦车队一个月后，印度力量车队宣布佩雷斯将于2014赛季以大约1500万欧元的合同加盟车队，替代尼科·霍肯伯格为车队出赛。此后，他多次与印度力量车队续约，为印度力量车队和破产后重整的赛点印度力量车队共效力了5个赛季，并为印度力量车队取得了6个领奖台完赛次数之中的其中5个。

##### 2014赛季

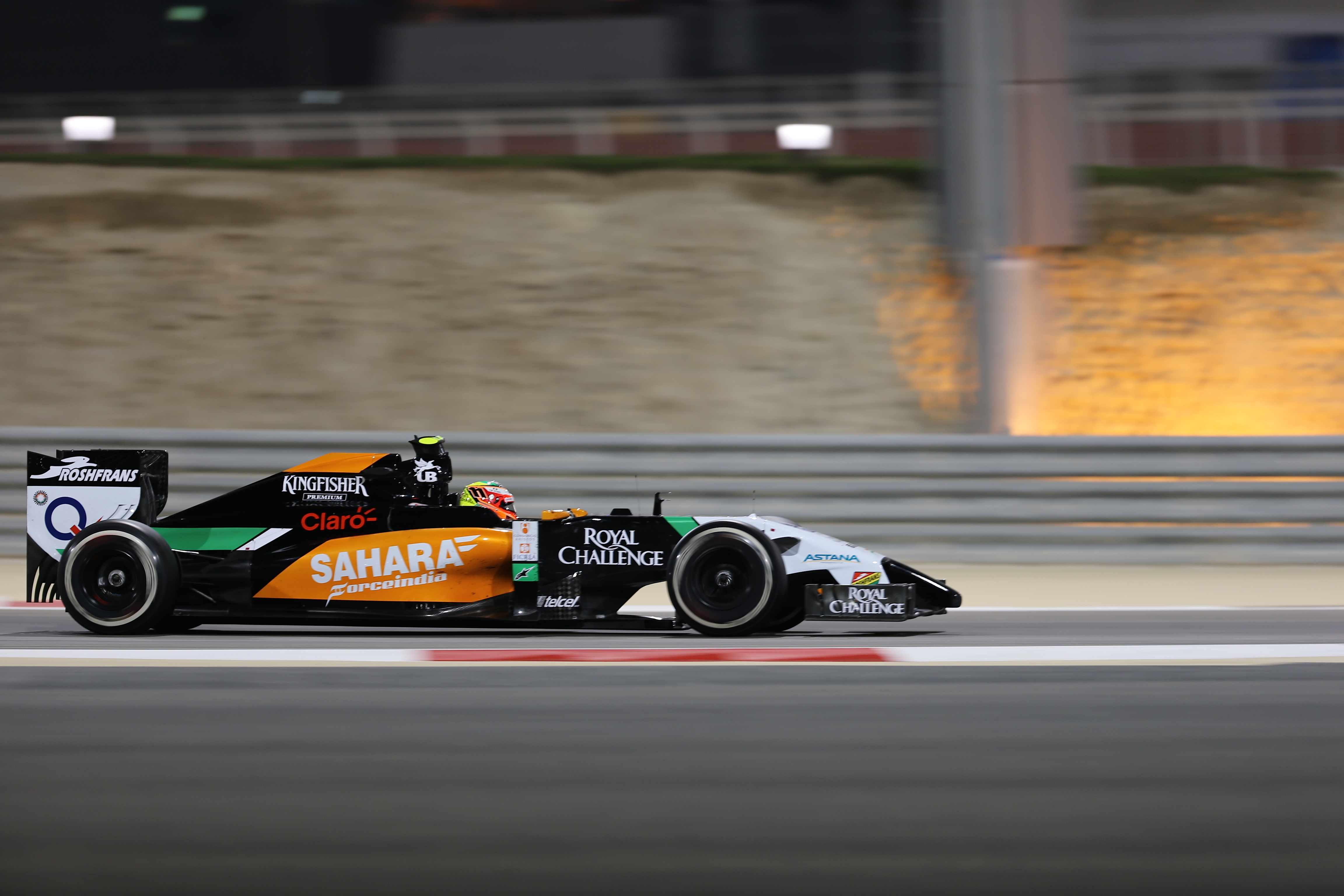
2014年巴林大奖赛上的佩雷斯，该场比赛他获得季军

揭幕战澳大利亚站上，佩雷斯以第11名冲线，却因丹尼尔·里卡多的赛车违反燃油限制取消成绩而递补至第10位，取得了他代表印度力量车队的首个积分。马来西亚站上由于赛车变速箱故障他未能起步，而在一周后的巴林站上，他在比赛中多次顶住里卡多的进攻，最终取得季军，也帮助印度力量取得2009年比利时大奖赛之后的首个领奖台。
中国大奖赛上，佩雷斯在第16位起步，最终以第9名完赛。摩纳哥站上，他以第10名起步，却与前队友巴顿在第一圈发生碰撞，提早退赛；加拿大站上，他有望再次登上领奖台，却由于刹车故障先后被两台红牛赛车超过，又在最后一圈被费利佩·马萨追尾后退赛。赛后赛事干事裁定，佩雷斯在赛道上变线，从而引发事故，将在下一站比赛上退后5位发车 。奥地利站上，佩雷斯做出了职业生涯的第三个全场最快单圈，这也是印度力量车队的第三个最快单圈。
在巴西大奖赛前的2014年11月7日，印度力量车队确认佩雷斯将在下个赛季继续为车队出赛，而佩雷斯表示关于新的续约合同年限仍在“谈判推进中”。最终，在阿布扎比大奖赛周末，印度力量车队正式确认佩雷斯會续约两年，直到2016赛季末。

##### 2015赛季

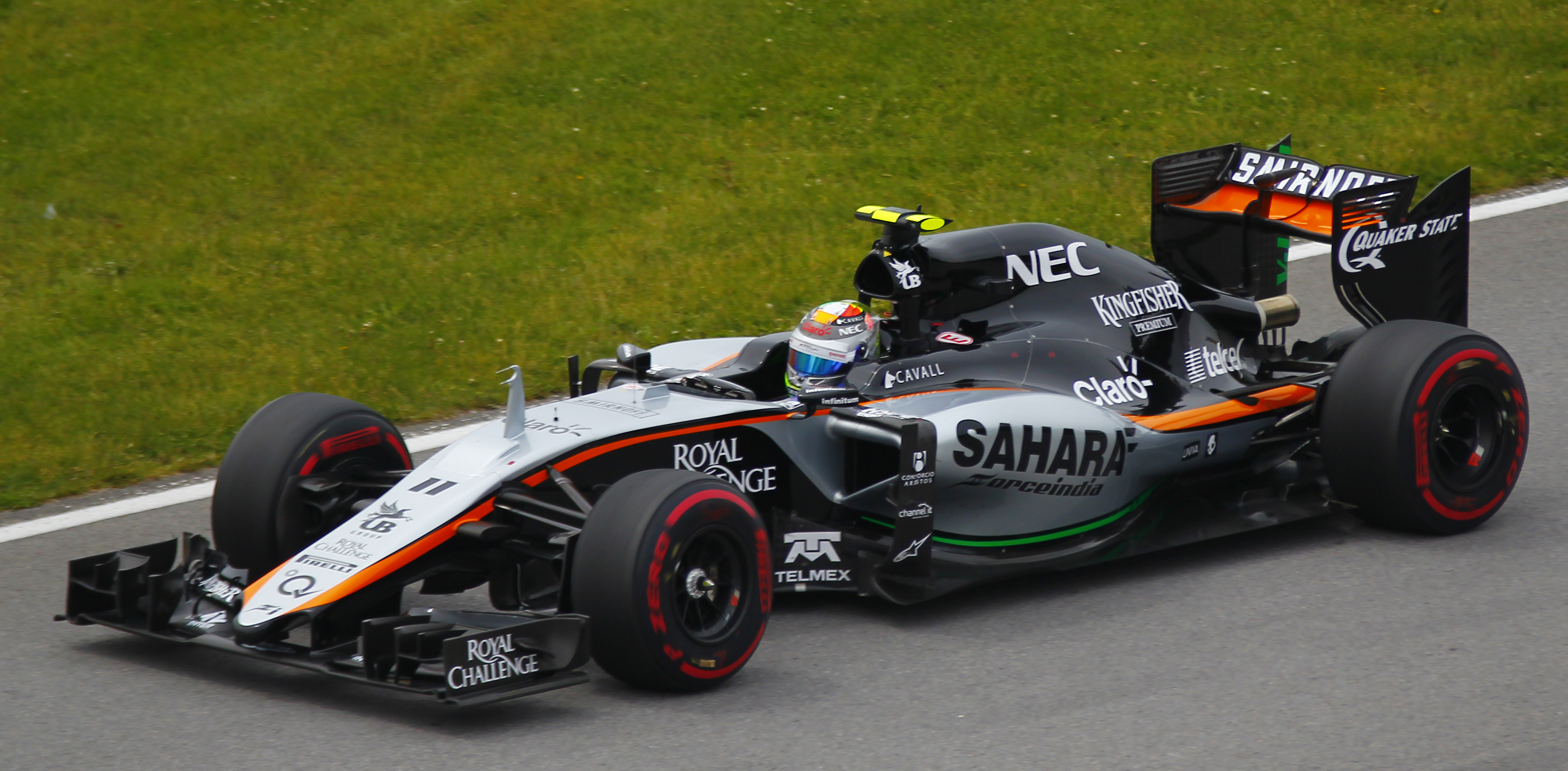
2015年加拿大站上的佩雷斯

赛季揭幕战澳大利亚站上佩雷斯以第10位完赛，但在马来西亚站和中国站上均未能进入积分区，直到巴林站才取得第8位；而在比利时站和意大利站上，他又分别取得第5位和第6位。
在俄罗斯站上他获得季军，取得该赛季的首个领奖台，这也是印度力量车队的第三个领奖台完赛成绩。美国站和阿布扎比站上，他又两次在前5名之内完赛。最终，他在赛季后9场比赛中取得63个积分。
最终，佩雷斯以78分在车手积分榜上排名第9位，这也是他职业生涯中所取得的最高车手排名。总积分上，他比队友霍肯伯格多出20分。而在排位成绩上，他在后9场比赛中6次超过霍肯伯格，全赛季则为8次。

##### 2016赛季

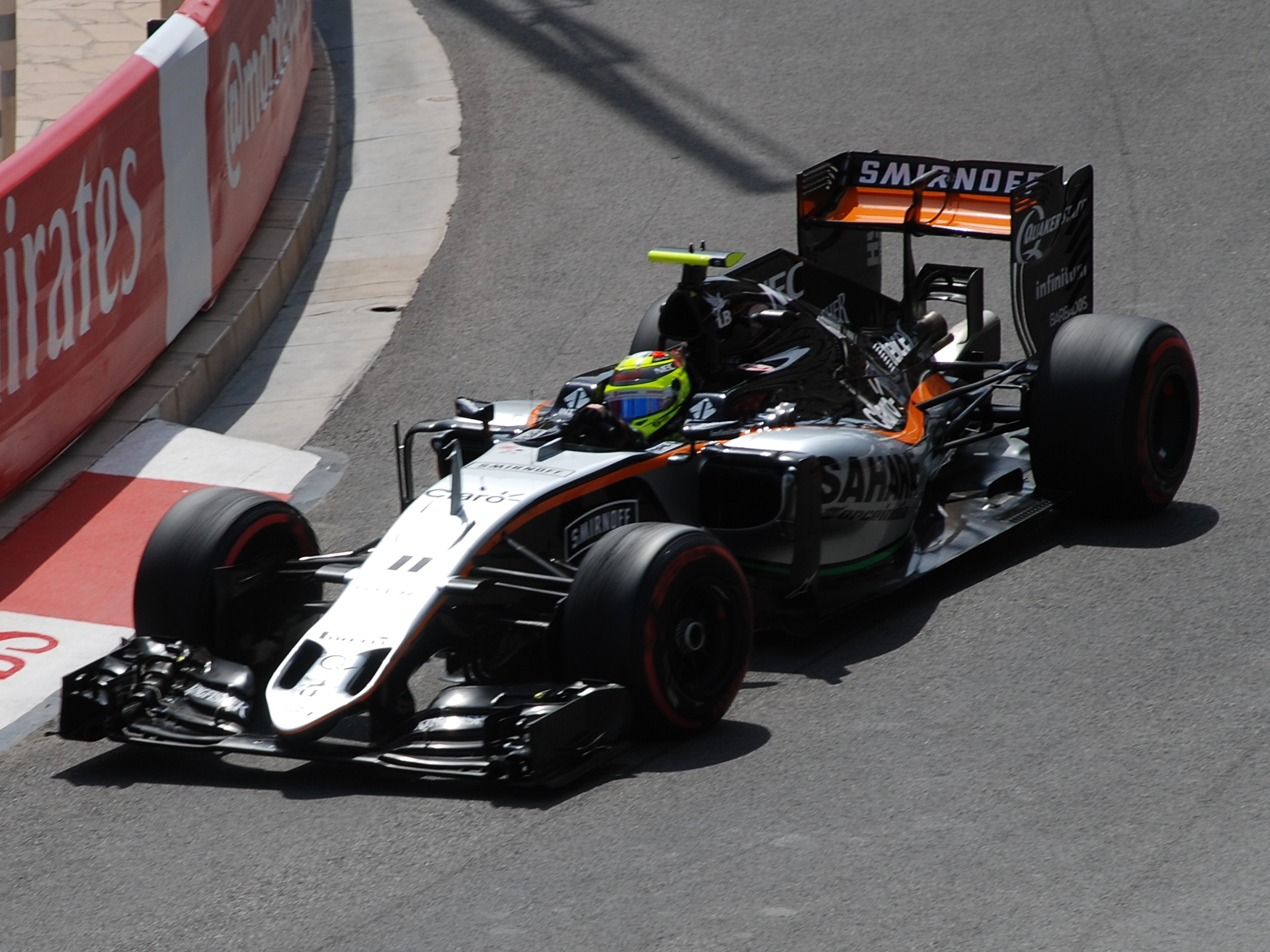
2016年摩纳哥大奖赛上的佩雷斯，最终取得季军

由于该赛季印度力量车队的赛车VJM09在赛季初期缺乏竞争力，佩雷斯在开季首三场比赛均未能得分，直到俄罗斯站才凭借第9名得到积分。而在西班牙站车队带来升级后，他获得第7名。
摩纳哥站上，他在湿地环境下表现出色，取得季军，同时生涯第6次登上领奖台（也是印度力量车队的第4个领奖台），在车手积分榜上也上升到第9位；而在阿塞拜疆巴库街道赛道的欧洲站上，他克服自由练习赛撞车且更换变速箱的困难局面，在受罚至第7位发车后，最终在最后一圈超越莱科宁，在三场比赛之中第二次取得季军。
该赛季佩雷斯以101分排名车手积分榜第7位，相较上赛季有所进步。

##### 2017赛季

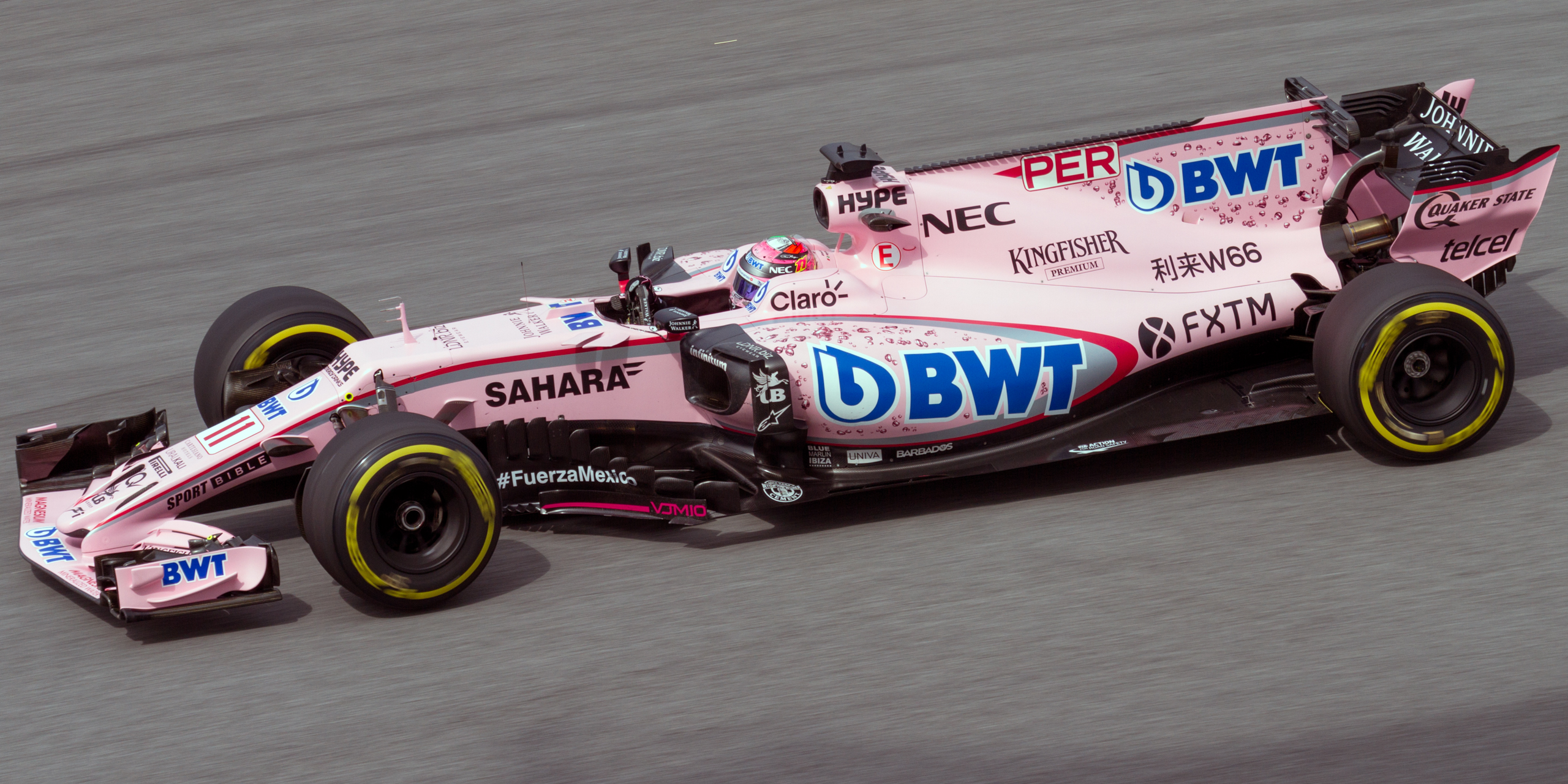
2017年马来西亚大奖赛上的佩雷斯

2016年马来西亚大奖赛后，佩雷斯确认将于2017赛季继续为印度力量车队效力，这也是他连续第四个赛季为车队征战，队友则更换为埃斯特班·奥康。消息的宣布也让佩雷斯可能转会威廉姆斯车队、雷诺车队或哈斯车队的传言不攻自破。佩雷斯在西班牙站取得该季的最高完赛名次第四名，同时在该赛季的比赛中稳定取得积分，直到摩纳哥站因与丹尼尔·科维亚特发生碰撞而退赛才终结了跨季连续17场取得积分的纪录。而在加拿大站与阿塞拜疆站上，佩雷斯与奥康发生两次碰撞，引发外界对印度力量车队氛围的关注。奥地利站上他以第7名起步，最终第6名完赛；而在英国站以第9名完赛后，他在车手积分榜上滑落至第9位，但在赛季其它时间上他都排在积分榜第7位。

##### 2018赛季

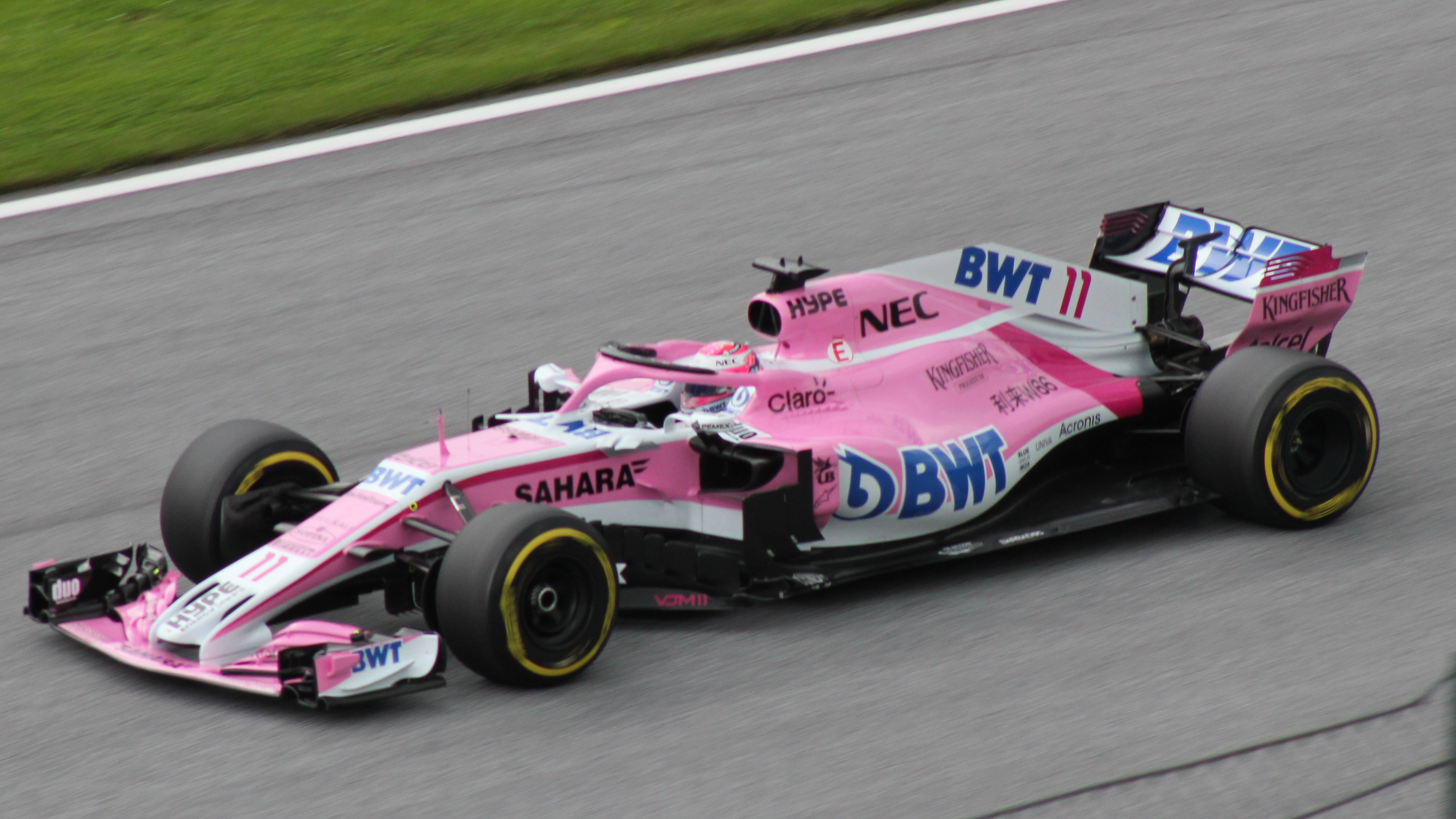
2018年阿塞拜疆大奖赛上的佩雷斯

该赛季佩雷斯在前三场比赛均未能在积分区内完赛，直到阿塞拜疆站上取得他职业生涯的第8个领奖台完赛，也成为第一个在巴库市街赛道两次登台的车手。随后在西班牙站上，佩雷斯再度以第9名完赛。法国站上由于引擎故障他被迫退赛，而接下来三场比赛之中他又连续在积分区内完赛，其中包括在奥地利和德国的两个第7名。
匈牙利大奖赛后，由于多名债权人（包括佩雷斯）对印度力量车队采取法律行动，车队被裁定破产。佩雷斯对此解释称，此次行动的目的是为了使车队及其员工免受其他债权人煽动的清盘令的影响，防止车队彻底解散。而在比利时大奖赛前，由威廉姆斯车手兰斯·斯托尔的父亲勞倫斯·斯托爾牵头的一个投资者财团购买了原印度力量车队的资产，而重整后的新车队以“赛点印度力量车队”的名义，获准继续使用印度力量车队的赛车参加2018赛季余下的比赛，原印度力量车队积分清零，但车手积分不清零，而佩雷斯和奥康则继续为车队效力。
随后的比利时大奖赛上，佩雷斯和奥康在排位赛上获得第3和第4，最终以第5名和第6名完赛。而夏休期之后的9场比赛中，佩雷斯在其中7场比赛取得分数。然而在新加坡站上，佩雷斯再次与奥康发生事故，导致后者撞墙退赛；而该场比赛上佩雷斯又与谢尔盖·斯洛特金发生碰撞，最终被罚通过维修区。赛后佩雷斯认为这次受罚是“公平的”。随后在墨西哥站上，他遭遇刹车失灵，在家乡父老面前遗憾退赛。
最终，他以62分排名车手积分榜第8位，也成为该赛季除梅赛德斯、红牛和法拉利车手外唯一登上领奖台的车手。

#### 赛点车队（2019-2020）
2019年，重组后正式完成更名的赛点车队宣布与佩雷斯签约，随后双方又在2020年完成续约，直至2022赛季结束 。但在2020年9月赛点车队却宣布，佩雷斯将于赛季末离队，而四届世界冠军塞巴斯蒂安·维特尔将在下赛季取代佩雷斯的车手位置，这标志着赛点车队与佩雷斯提前解约。

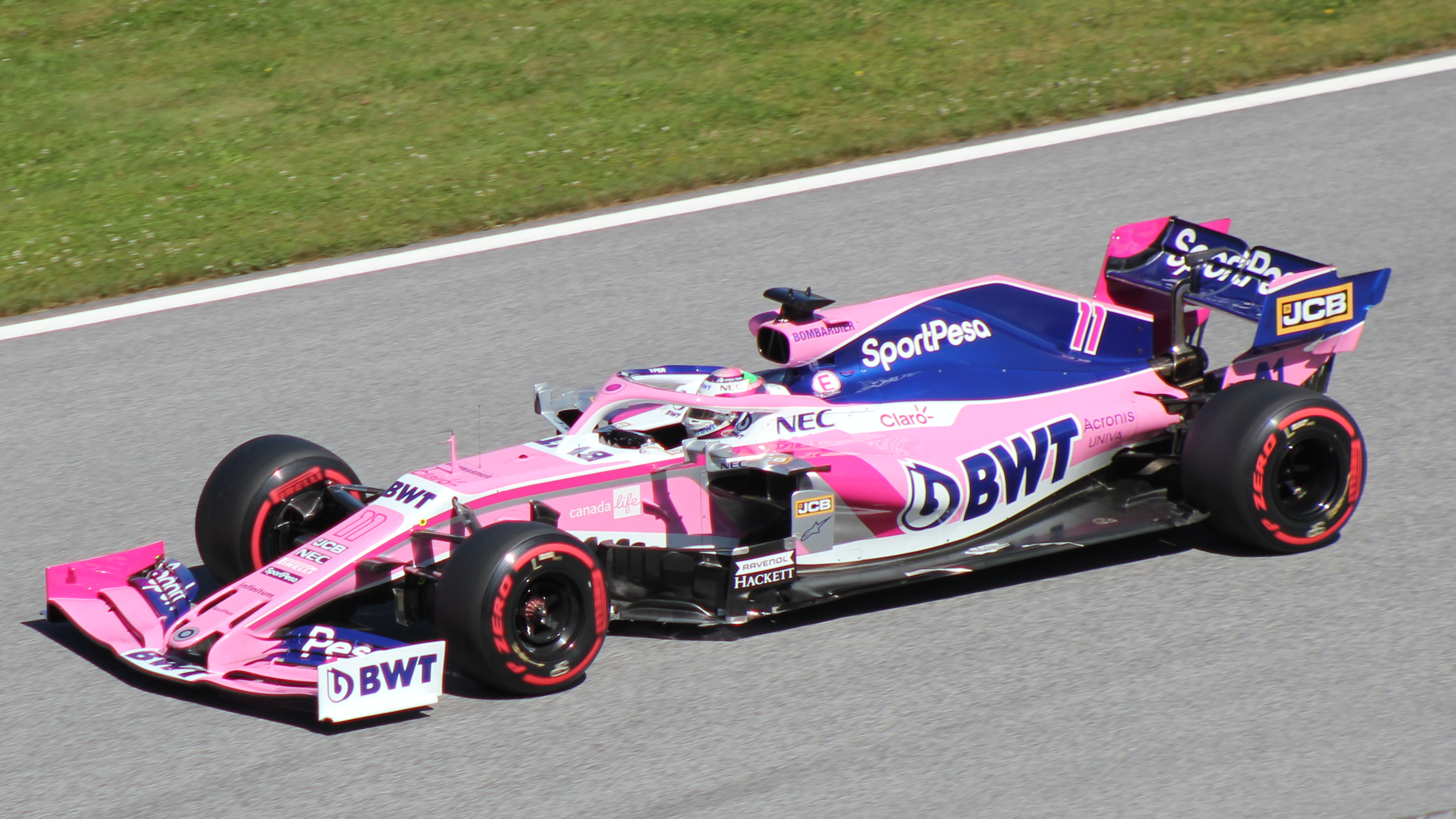
2019年奥地利大奖赛上的佩雷斯

##### 2019赛季
该赛季佩雷斯的队友更换为兰斯·斯托尔。由于该赛季赛车的大多数工作都被上一年度的破产事件所打断，车队也将该赛季视为一个“过渡赛季”。
佩雷斯在赛季前几场比赛表现强劲，却在阿塞拜疆站获得第6名后陷入职业生涯中最长的8场比赛积分荒——其中在德国站上，他早早因事故退赛，而队友斯托尔却一度领跑比赛，最终取得第4.
与2018赛季类似的是，佩雷斯在赛季后半段的表现要好得多，除了在新加坡站遭遇漏油问题而退赛外，他在夏休期后的其它比赛上均获得积分，其中包括比利时站的第6名。并且，这些积分区内的成绩都是在低起步顺位后一步步反击得来，例如意大利站第18名起步后以第7完赛，日本站第17名起步后以第8完赛，美国站从维修区起步后以第10完赛。
最终，该季佩雷斯以52分排名车手积分榜第10位，领先于队友斯托尔。

##### 2020赛季

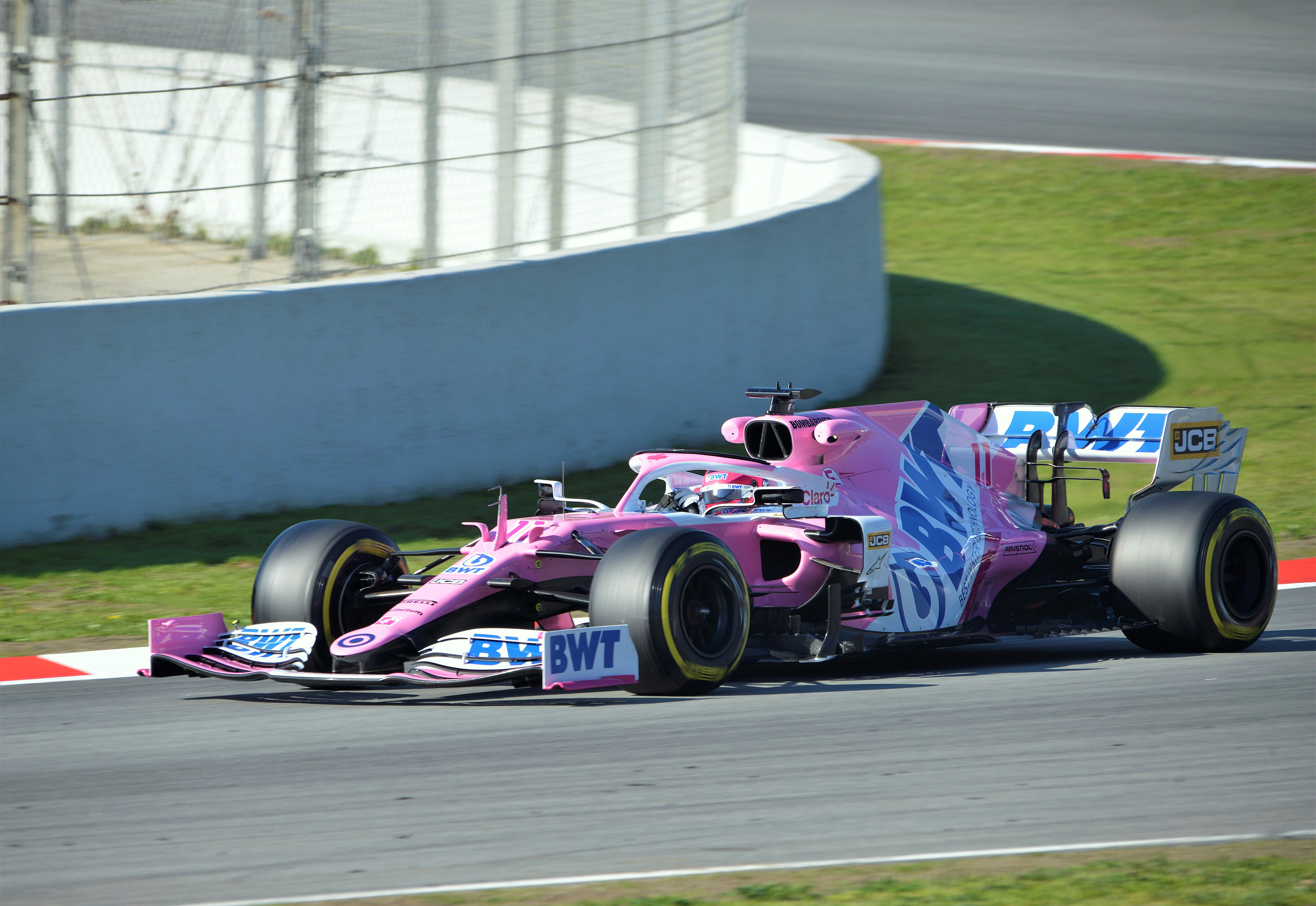
培瑞茲於2020赛季季前測試

赛季开始前，佩雷斯与赛点车队完成续约，将为车队效力至2022赛季结束。
开季前三场比赛上，佩雷斯表现稳定，取得两个第6名和一个第7名，却在英国大奖赛开始前3天在COVID-19檢測中呈阳性，因此无法出赛，成为第一名患上COVID-19的现役一级方程式车手。他需要进行10天的隔离，而在此期间举办的英国大奖赛和70周年大奖赛将由德国车手尼科·霍肯伯格替补参赛。他于西班牙站上复出，排位赛获得第4，并在正赛中获得第五。2020年9月10日，他宣布将在赛季结束后离开赛点车队 ，他在未来阿斯顿·马丁车队的位置將由塞巴斯蒂安·維特爾補上。
接下来的土耳其站上，他一度领跑全场，最终获得亚军，职业生涯第9次登上领奖台。而在巴林大奖赛上，他以第5名起步，并一度位于第3位，却在比赛结束前由于赛车MGU-K单元的电路故障所引发的动力单元起火而退赛。随后的2020年12月6日，他在同样在巴林萨基尔赛道举办的2020年萨基尔大奖赛上贏得了他職業生涯中的第一場分站冠軍。该场比赛中，他的赛车在第1圈被夏尔·勒克莱尔撞到而打转，重新回到赛道后一度位于队尾，但在比赛中他不断上演超车，最终在第64圈取得领先，并最终夺冠。而他也打破由馬克·韋伯所創下的紀錄(130場)，成為出賽最多比賽(190場)才拿下首勝的分站冠軍；他在成为F1第110位分站冠军的同时，也成为继佩德罗·罗德里格斯在1970年比利时大奖赛获胜之后，时隔50年第二个获得F1分站冠军的墨西哥车手。
然而在收官战2020年阿布扎比大獎賽上，佩雷斯在第10圈因機件故障而退出比賽。
该季结束后，他以125分排名车手积分榜第4名，结束了与印度力量车队和后继者赛点车队总计7年的合作。

#### 红牛车队（2021-2024）
在佩雷斯与赛点车队解约后，众多车迷和赛车媒体都为其鸣不平。例如“The Race”表示“佩雷斯无法出现在2021赛季的F1比赛上是不公平的”；而前F1车手及现知名F1评论员马丁·布伦德尔也表示出类似观点，甚至直接在个人专栏表示，在红牛车队车手亚历山大·阿尔本表现不佳的情况下，佩雷斯“应该出现在红牛车队的雷达上”。
最终，2020年12月18日红牛车队宣布签约佩雷斯，他将顶替亚历山大·阿尔本作为主力车手参加2021年赛季并搭档马克斯·维斯塔潘，而阿尔本则被降为测试和后备车手。佩雷斯也是继马克·韦伯之后，第二位非红牛青训出身的红牛车队车手。

##### 2021赛季

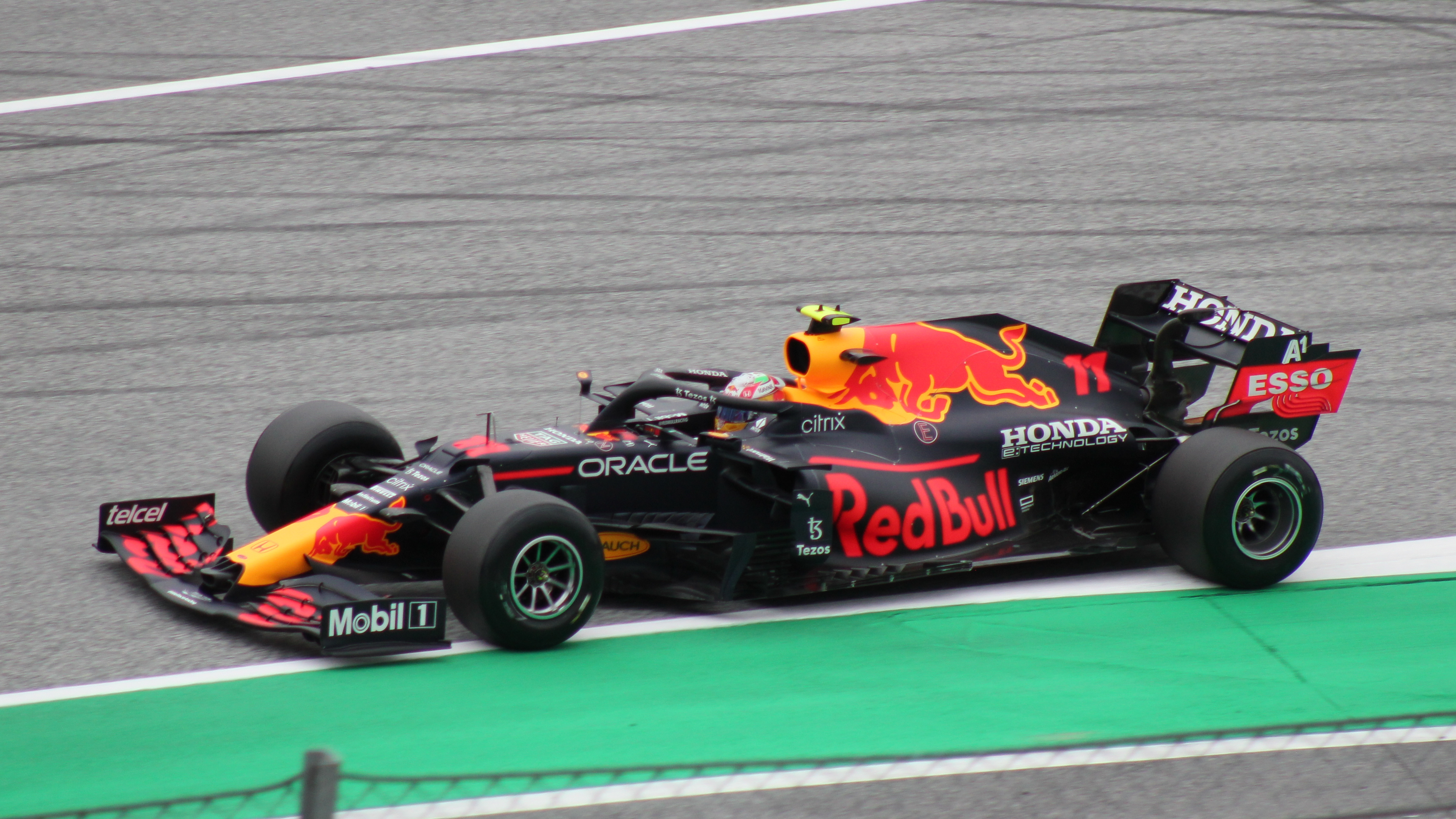
2021年奥地利大奖赛上驾驶红牛赛车的佩雷斯

在赛季揭幕战巴林站上，佩雷斯的赛车在暖胎圈因电气故障熄火，不得不从维修区起步，最终佩雷斯以第5完赛，取得了代表红牛车队的首个积分。艾米利亚-罗马涅大奖赛上，佩雷斯在排位赛上仅落后汉密尔顿0.035秒，最终取得第2位，取得职业生涯首次头排发车，然而该场比赛上他却只以第11位作收。
2021年阿塞拜疆大奖赛上，他在兰多·诺里斯受罚后从第6位起步，而在第8圈后他已来到第3名，随后通过换胎战略超越汉密尔顿上升到第2位，又在队友维斯塔潘的赛车遭遇爆胎后领跑比赛，最终奪得职业生涯第二座分站冠軍，也是他代表红牛车队的首个领奖台和首胜。而在法国站上，他凭借对轮胎良好的保护，在第49圈超越瓦尔特里·博塔斯，最终取得季军，这是佩雷斯职业生涯中首次连续两场比赛登上领奖台。施蒂利亚站上，由于车队进站失误，佩雷斯在一度排在第3位的情况下排名第4，虽然在后半段比赛中奋起直追，但最终以为若劣势取得第4名，没能连续第3场比赛登台。
佩雷斯在比利时站的出场圈中撞墙，但车队在赛前及时修复好赛车，最终他被迫从队尾起步。然而比赛在安全车带领2圈后被终止，佩雷斯最终只能以第19名完赛。土耳其站上，佩雷斯取得季军，再次登台；美国站上，他则从第3位起步，最终再次取得季军；而在墨西哥站上，本土作战的佩雷斯再次取得季军，连续第三场比赛登台。
收官战阿布扎比站上，佩雷兹出色地完成对汉密尔顿的防守，使得队友维斯塔潘建立起对汉密尔顿7秒的领先优势，间接帮助队友获得世界冠军，但不幸的是由于引擎问题，佩雷斯在比赛结束前退赛。赛后维斯塔潘表示，“有这样的队友是十分罕见的......他是一个真正的团队合作者，我真的希望我们能长期保持这种状态。”
最终，佩雷斯以190分在車手积分榜上排名第4，追平自己的最佳年度排名，取得1场胜利，并5次登上领奖台。

##### 2022赛季
2021年8月，红牛车队宣布，佩雷斯将在2022赛季继续为车队效力。
赛季揭幕战巴林站上，他在第4位起步，却在进入最后一圈比赛时引擎发生故障熄火，被迫退赛。一周后的2022年沙特阿拉伯大獎賽上，佩雷斯在职业生涯中首次奪得桿位，成为首位在F1夺得杆位的墨西哥车手的同时，也成为F1历史上从首秀到夺得首个杆位时间最长的车手（在生涯第219场分站赛夺得首个杆位）。正赛中佩雷斯一度位于第3位，但因在安全车期间超越更早出站的小卡洛斯·塞恩斯而被迫交还位置，最终以第4名完赛。澳大利亚站上，他从第三位起步，并在比赛中段顶住了刘易斯·汉密尔顿的进攻，同时成功超越另一位奔驰车手乔治·拉塞尔，最终在队友维斯塔潘退赛后取得比赛亚军。艾米利亞-羅馬涅站上，他在周五排位赛上只取得第7位，却在冲刺赛上完成多次超越，最终取得季军；正赛中他从第3位起步，并在第19圈超越刚刚更换轮胎的夏尔·勒克莱尔上升到第2位，最终他顶住了勒克莱尔的追击，成功取得比赛亚军，与队友维斯塔潘一同帮助红牛车队完成了2016年马来西亚大奖赛之后的首次包揽前两位完赛。两周后的迈阿密站上，从第4位起步的佩雷斯一度对前方的小卡洛斯·塞恩斯构成威胁，但在比赛第18圈他遭遇引擎故障，赛车一度失去动力，最终也只以第4位完赛，赛后接受采访时，佩雷斯称“我们失去了可能的包揽前两位完赛”。西班牙站上，同样从第4位起步的佩雷兹在比赛开局阶段超越了前方的塞恩斯，并抓住夏尔·勒克莱尔退赛及队友维斯塔潘换胎的时机取得领先，最终由于车队指令而将领先位置让位给维斯塔潘并取得亚军，与队友维斯塔潘一同包揽了领奖台前两位。一周后的摩纳哥站上，虽然佩雷兹在周六的第三节排位赛末段由于侧滑撞向护栏，只能在正赛以第3名发车，然而在正赛中凭借车队的进站策略取得领先，并在比赛最后阶段顶住了法拉利车队小卡洛斯·塞恩斯的追击，取得F1职业生涯第三个分站冠军，同时成为第一位在摩纳哥大奖赛获胜的墨西哥车手。摩纳哥站赛事结束後两天，红牛车队宣布与佩雷斯续约至2024年。
阿塞拜疆站上，佩雷兹在第三节排位赛的最后时刻取得第2位，发车位置位于队友维斯塔潘前方；第二天的正赛中，他在比赛起步时完成对杆位起步的夏尔·勒克莱尔的超越，一度领跑比赛，却在维斯塔潘超越勒克莱尔并追近至后方时被车队下达车队指令，要求让车并且不发生缠斗，最终他也将第2位的名次保持到了比赛结束。加拿大站上，他却表现不佳，在排位赛和正赛上先后两次撞墙，未能取得积分。

##### 2024賽季
佩雷兹在2024年赛季伊始获得亮眼开局，拿到了巴林大奖赛和沙特大奖赛的亚军，并在日本和中国上连续登上领奖台，这是他本赛季最高光的时期。
佩雷兹在5月的摩纳哥站中，在出彎時遭到哈斯車隊的凯文·马格努森撞击，且波及尼科·霍肯伯格，導致三人在第一圈就提前出局，也因此揮動紅旗，延誤了約43分鐘。
6月的加拿大站之前，佩雷兹与红牛宣布双方将续约两年，至2026年赛季结束。然而在加拿大大奖赛的正赛上，他因为撞坏赛车尾翼而退赛。
在夏休期结束后，红牛RB20赛车的竞争力与迈凯伦、法拉利相比再次减弱，而佩雷兹在阿塞拜疆站起至赛季结束的8站比赛中，有3次正赛无分和2次退赛，仅在新加坡、美国和拉斯维加斯的正赛以及圣保罗的冲刺赛上获得8个积分。他的后半赛季表现也使得红牛车队获得积分的势头减缓，最终本赛季红牛卫冕车队总冠军的失败。而他以152个积分位列车手积分榜第8，是其在2019年赛季以来的最低年度排名。
12月19日，紅牛車隊宣布提前結束與佩雷斯至2026年的合約。佩雷斯結束了其在紅牛車隊的四年總計5次分站冠軍、3次桿位、一次世界亞軍的職業生涯。他在红牛车队的席位由红牛二队的青训车手利亚姆·劳森接替。

## 赛车生涯成绩

### 职业生涯摘要
| 赛季    | 赛事                          | 车队                  | 出赛 | 分站冠军 | 杆位 | 最速单圈 | 颁奖台 | 积分 | 排名  |
| ------- | ----------------------------- | --------------------- | ---- | -------- | ---- | -------- | ------ | ---- | ----- |
| 2004    | Skip巴伯国家锦标赛            | Telmex Racing         | 14   | 0        | 0    | –        | –      | 77   | 第11  |
| 2005    | 宝马方程式ADAC                | 罗斯伯格车队          | 19   | 0        | 0    | 0        | 1      | 37   | 第14  |
| 2006    | 宝马方程式ADAC                | ADAC柏林-勃兰登堡车队 | 18   | 0        | 0    | 0        | 2      | 112  | 第6   |
| 2006–07 | A1大奖赛                      | A1墨西哥车队          | 2    | 0        | 0    | 0        | 0      | 35†  | 第10† |
| 2007    | 英国三级方程式锦标赛 – 国家级 | T-Sport               | 21   | 14       | 14   | 0        | 19     | 376  | 冠军  |
| 2008    | 英国三级方程式锦标赛          | T-Sport               | 22   | 4        | 0    | 1        | 7      | 195  | 第4   |
| 2008–09 | GP2亚洲系列赛                 | 坎波斯大奖赛          | 11   | 2        | 0    | 1        | 3      | 26   | 第7   |
| 2009    | GP2系列赛                     | 阿登国际              | 20   | 0        | 0    | 1        | 2      | 22   | 第12  |
| 2009–10 | GP2亚洲系列赛                 | 巴瓦阿达克斯车队      | 4    | 0        | 0    | 0        | 0      | 5    | 第15  |
| 2010    | GP2系列赛                     | 巴瓦阿达克斯车队      | 20   | 5        | 1    | 5        | 7      | 71   | 亚军  |
| 2011    | 一级方程式                    | 索伯F1車隊            | 19   | 0        | 0    | 0        | 0      | 14   | 第16  |
| 2012    | 一级方程式                    | 索伯F1車隊            | 20   | 0        | 0    | 1        | 3      | 66   | 第10  |
| 2013    | 一级方程式                    | 沃達豐麥拉倫F1車隊    | 19   | 0        | 0    | 1        | 0      | 49   | 第11  |
| 2014    | 一级方程式                    | 撒哈拉印度威力F1車隊  | 19   | 0        | 0    | 1        | 1      | 59   | 第10  |
| 2015    | 一级方程式                    | 撒哈拉印度威力F1車隊  | 19   | 0        | 0    | 0        | 1      | 78   | 第9   |
| 2016    | 一级方程式                    | 撒哈拉印度威力F1車隊  | 21   | 0        | 0    | 0        | 2      | 101  | 第7   |
| 2017    | 一级方程式                    | 撒哈拉印度威力F1車隊  | 20   | 0        | 0    | 1        | 0      | 100  | 第7   |
| 2018    | 一级方程式                    | 撒哈拉印度威力F1車隊  | 12   | 0        | 0    | 0        | 1      | 62   | 第8   |
| 2018    | 一级方程式                    | 賽點印度力量F1車隊    | 9    | 0        | 0    | 0        | 0      | 62   | 第8   |
| 2019    | 一级方程式                    | 財富體育賽點F1車隊    | 21   | 0        | 0    | 0        | 0      | 52   | 第10  |
| 2020    | 一级方程式                    | 倍世淨水賽點F1車隊    | 15   | 1        | 0    | 0        | 2      | 125  | 第4   |
| 2021    | 一级方程式                    | 紅牛本田車隊          | 22   | 1        | 0    | 2        | 5      | 190  | 第4   |
| 2022    | 一级方程式                    | 甲骨文紅牛車隊        | 22   | 2        | 1    | 3        | 11     | 305  | 季軍  |
| 2023    | 一级方程式                    | 甲骨文紅牛車隊        | 22   | 2        | 2    | 2        | 9      | 285  | 亞軍  |
| 2024    | 一级方程式                    | 甲骨文紅牛車隊        | 24   | 0        | 0    | 1        | 4      | 152  | 第8   |

* 賽季進行中。
† 包括由其他车手获得的积分。

### 一級方程式賽車成績
（图例）粗體為桿位出賽，斜體為最快圈速
| 赛季 | 车队                      | 底盤           | 引擎                               | 1        | 2       | 3      | 4       | 5      | 6      | 7      | 8      | 9      | 10     | 11     | 12     | 13     | 14    | 15       | 16     | 17     | 18      | 19      | 20       | 21      | 22     | 23     | 24     | 名次 | 积分 |
| ---- | ------------------------- | -------------- | ---------------------------------- | -------- | ------- | ------ | ------- | ------ | ------ | ------ | ------ | ------ | ------ | ------ | ------ | ------ | ----- | -------- | ------ | ------ | ------- | ------- | -------- | ------- | ------ | ------ | ------ | ---- | ---- |
| 2011 | 薩伯F1車隊                | 薩伯C30        | 法拉利056 2.4 V8                   | 澳 DSQ   | 馬 Ret  | 中 17  | 土 14   | 西 9   | 摩 DNS | 加 WD  | 欧 11  | 英 7   | 德 11  | 匈 15  | 比 Ret | Ret    | 新 10 | 日 8     | 韩 16  | 印 10  | 阿 11   | 巴西 13 |          |         |        |        |        | 第16 | 14   |
| 2012 | 薩伯F1車隊                | 薩伯C31        | 法拉利056 2.4 V8                   | 澳 8     | 馬 2    | 中 11  | 巴林 11 | 西 Ret | 摩 11  | 加 3   | 欧 9   | 英 Ret | 德 6   | 匈 14  | 比 Ret | 2      | 新 10 | 日 Ret   | 韩 11  | 印 Ret | 阿 15   | 美 11   | 巴西 Ret |         |        |        |        | 第10 | 66   |
| 2013 | 沃達豐麥拉倫車隊 梅賽德斯 | 麥拉倫MP4-28   | 梅賽德斯FO 108Z 2.4 V8             | 澳 11    | 马 9    | 中 11  | 巴林 6  | 西 9   | 摩 16† | 加 11  | 英 20† | 德 8   | 匈 9   | 比 11  | 12     | 新 8   | 韩 10 | 日 15    | 印 5   | 阿 9   | 美 7    | 巴西 6  |          |         |        |        |        | 第11 | 49   |
| 2014 | 撒哈拉印度威力 F1車隊     | 印度威力VJM07  | 梅賽德斯PU106A Hybrid 1.6 V6t      | 澳 10    | 马 DNS  | 巴林 3 | 中 9    | 西 9   | 摩 Ret | 加 11† | 奥 6   | 英 11  | 德 10  | 匈 Ret | 比 8   | 7      | 新 7  | 日 10    | 俄 10  | 美 Ret | 巴西 15 | 阿 7    |          |         |        |        |        | 第10 | 59   |
| 2015 | 撒哈拉印度威力 F1車隊     | 印度威力VJM08  | 梅賽德斯PU106B Hybrid 1.6 V6t      | 澳 10    | 马 13   | 中 11  | 巴林 8  | 西 13  | 摩 7   | 加 11  | 奥 9   |        |        |        |        |        |       |          |        |        |         |         |          |         |        |        |        | 第9  | 78   |
| 2015 | 撒哈拉印度威力 F1車隊     | 印度威力VJM08B | 梅賽德斯PU106B Hybrid 1.6 V6t      |          |         |        |         |        |        |        |        | 英 9   | 匈 Ret | 比 5   | 6      | 新 7   | 日 12 | 俄 3     | 美 5   | 墨 8   | 巴西 12 | 阿 5    |          |         |        |        |        | 第9  | 78   |
| 2016 | 撒哈拉印度威力 F1車隊     | 印度威力VJM09  | 梅賽德斯PU106C Hybrid 1.6 V6t      | 澳 13    | 巴林 16 | 中 11  | 俄 9    | 西 7   | 摩 3   | 加 10  | 歐 3   | 奥 17† | 英 6   | 匈 11  | 德 10  | 比 5   | 8     | 新 8     | 马 6   | 日 7   | 美 8    | 墨 10   | 巴西 4   | 阿 8    |        |        |        | 第7  | 101  |
| 2017 | 撒哈拉印度威力 F1車隊     | 印度威力VJM10  | 梅賽德斯M08 EQ Power+ 1.6 V6t      | 澳 7     | 中 9    | 巴林 7 | 俄 6    | 西 4   | 摩 13  | 加 5   | Ret    | 奧 7   | 英 9   | 匈 8   | 比 17† | 9      | 新 5  | 馬 6     | 日 7   | 美 8   | 墨 7    | 巴西 9  | 阿 7     |         |        |        |        | 第7  | 100  |
| 2018 | 撒哈拉印度威力 F1車隊     | 印度威力VJM11  | 梅賽德斯M09 EQ Power+ 1.6 V6t      | 澳 11    | 巴林 16 | 中 12  | 3       | 西 9   | 摩 12  | 加 14  | 法 Ret | 奧 7   | 英 10  | 德 7   | 匈 14  |        |       |          |        |        |         |         |          |         |        |        |        | 第8  | 62   |
| 2018 | 賽點印度威力 F1車隊       | 印度威力VJM11  | 梅賽德斯M09 EQ Power+ 1.6 V6t      |          |         |        |         |        |        |        |        |        |        |        |        | 比 5   | 7     | 新 16    | 俄 10  | 日 10  | 美 8    | 墨 Ret  | 巴西 10  | 阿 8    |        |        |        | 第8  | 62   |
| 2019 | 財富體育賽點F1車隊        | 賽點RP19       | 梅賽德斯M10 EQ Power+ 1.6 V6t      | 澳 13    | 巴林 10 | 中 8   | 6       | 西 15  | 摩 12  | 加 12  | 法 12  | 奥 11  | 英 17  | 德 Ret | 匈 11  | 比 6   | 7     | 新 Ret   | 俄 7   | 日 9   | 墨 7    | 美 10   | 巴西 9   | 阿 7    |        |        |        | 第10 | 52   |
| 2020 | 倍世淨水賽點F1車隊        | 賽點RP20       | 梅賽德斯M11 EQ Performance 1.6 V6t | 奥 6     | 6       | 匈 7   | 英 WD   | 周年   | 西 5   | 比 10  | 10     | 托 5   | 俄 4   | 艾費 4 | 葡 7   | 艾米 6 | 土 2  | 巴林 18† | 薩 1   | 阿 Ret |         |         |          |         |        |        |        | 第4  | 125  |
| 2021 | 紅牛本田車隊              | 紅牛RB16B      | 本田RA621H 1.6 V6t                 | 巴林 5   | 艾米 11 | 葡 4   | 西 5    | 摩 4   | 亞塞 1 | 法 3   | 史 4   | 奧 6   | 英 16  | 匈 Ret | 比 19  | 荷 8   | 5     | 俄 9     | 土 3   | 美 3   | 墨 3    | 聖保 4  | 卡 4     | 沙 Ret  | 阿 15† |        |        | 第4  | 190  |
| 2022 | 甲骨文紅牛車隊            | 紅牛RB18       | 紅牛RBPTH001 1.6 V6t               | 巴林 18† | 沙 4    | 澳 2   | 艾米 2  | 迈 4   | 西 2   | 摩 1   | 2      | 加 Ret | 英 2   | 奥 Ret | 法 4   | 匈 5   | 比 2  | 荷 5     | 6      | 新 1   | 日 2    | 美 4    | 墨 3     | 圣保 7  | 阿 3   |        |        | 季军 | 305  |
| 2023 | 甲骨文紅牛車隊            | 紅牛RB19       | 本田紅牛動力H001 1.6 V6t           | 巴林 2   | 沙 1    | 澳 5   | 1       | 迈 2   | 摩 16  | 西 4   | 加 6   | 奥 3   | 英 6   | 匈 3   | 比 2   | 荷 4   | 2     | 新 8     | 日 Ret | 卡 10  | 美 4    | 墨 Ret  | 圣保 4   | 拉 3    | 阿 4   |        |        | 亞軍 | 285  |
| 2024 | 甲骨文紅牛車隊            | 紅牛RB20       | 本田紅牛動力H002 1.6 V6t           | 巴林 2   | 沙 2    | 澳 5   | 日 2    | 中 3   | 迈 4   | 艾米 8 | 摩 Ret | 加 Ret | 西 8   | 奥 7   | 英 17  | 匈 7   | 比 7  | 荷 6     | 8      | 17†    | 新 10   | 美 7    | 墨 17    | 圣保 11 | 拉 10  | 卡 Ret | 阿 Ret | 第8  | 152  |

*賽季進行中。
†未完赛，但已完成赛事总里程的90%。

## 外部連結
- 官方網站 （页面存档备份，存于）